# Демидівка (Калінінградська область)
Демидівка (рос. Демидовка) — селище Озерського міського округу, Калінінградської області Росії. Входить до складу Новостроєвського сільського поселення.
Населення —  30 осіб (2015 рік). 

## Населення
| 2002 | 2010 |
| ---- | ---- |
| 31   | ↘30  |